# Saison 2018 de l'équipe cycliste Sky
La saison 2018 de l'équipe cycliste Sky est la neuvième de cette équipe.

## Préparation de la saison 2018

### Sponsors et financement de l'équipe
Depuis sa création en 2010, l'équipe porte le nom de son principal sponsor, BSkyB. En juin 2013, la direction de l'équipe Sky annonce avoir signé un partenariat « de long terme » avec 21st Century Fox, nouveau groupe de médias issu de la scission de News Corporation, et dirigée par Rupert Murdoch. Ce partenariat se manifeste par l'apparition du logo de l'entreprise sur les équipements des coureurs à partir du Tour de France 2013,.
Pinarello est le fournisseur de cycles de l'équipe Sky. Leur contrat les lie jusqu'en 2020. Ces vélos sont équipés par Shimano. Les coureurs de Sky portent des casques de marque Kask depuis la création de l'équipe en 2010. Cette marque est également engagée jusqu'en 2020. Castelli est le fournisseur de vêtements depuis la saison saison 2017. Un nouveau maillot est créé pour la saison 2018. Alors que le maillot de Sky était noir et bleu depuis sa création, il est désormais blanc avec une bande bleue sur la poitrine, rappelant celle qu'arborait les maillots des premières saisons. Les motifs de points et de tirets représentant les victoires de l'équipe, ajoutés par Castelli en 2017, sont toujours présents.

### Arrivées et départs
| Arrivées             | Équipe 2017                   |
| -------------------- | ----------------------------- |
| Leonardo Basso       | General Store Bottoli Zardini |
| Egan Bernal          | Androni-Sidermerc-Bottecchia  |
| David de la Cruz     | Quick-Step Floors             |
| Jonathan Castroviejo | Movistar                      |
| Pavel Sivakov        | BMC Development               |
| Kristoffer Halvorsen | Icopal                        |
| Christopher Lawless  | Axeon-Hagens Berman           |
| Dylan van Baarle     | Cannondale-Drapac             |
| Eddie Dunbar         | Aqua Blue Sport (2018)        |

| Départs          | Équipe 2018       |
| ---------------- | ----------------- |
| Ian Boswell      | Katusha-Alpecin   |
| Peter Kennaugh   | Bora-Hansgrohe    |
| Mikel Landa      | Movistar          |
| Mikel Nieve      | Orica-Scott       |
| Elia Viviani     | Quick-Step Floors |
| Danny van Poppel | Lotto NL-Jumbo    |

## Déroulement de la saison

### Janvier-février: début de saison
L'équipe Sky commence sa saison en janvier au Tour Down Under, en Australie. Egan Bernal, pour sa première course avec Sky, termine meilleur jeune, à la sixième place du classement général. Une semaine plus tard, lors de la Cadel Evans Great Ocean Road Race, deuxième course australienne du World Tour, Owain Doull est le coureur le mieux classé de l'équipe, à la douzième place.
Au Challenge de Majorque, première course européenne de Sky, l'équipe obtient deux « top 10 » avec Leonardo Basso et deux autres Gianni Moscon, deuxième du Trofeo Serra de Tramontana derrière Tim Wellens. Durant la semaine qui suit, au Tour de la Communauté valencienne, Sky place deux de ses coureurs parmi les cinq premiers à l'issue de la deuxième étape. Lors de la quatrième étape, Michal Kwiatkowski est à l'attaque avec Giovanni Visconti, mais est repris à 7 km arrivée. Moscon est le mieux classé de l'équipe aux classements de l'étape et général (12e).
Au début du mois de février, Egan Bernal et Sergio Henao offrent à Sky un doublé aux championnats de Colombie. Bernal s'impose contre la montre. Henao, sixième de cette course, gagne le surlendemain lors de la course en ligne. Ils disputent ensuite Colombia Oro y Paz, une nouvelle course par étapes colombienne. Bernal en remporte le classement général, devant Nairo Quintana et Rigoberto Uran.
Sky dispute ensuite simultanément le Tour d'Andalousie et le Tour de l'Algarve. Le Tour d'Andalousie est la course de reprise pour Christopher Froome. C'est également sa première compétition depuis l'annonce de son contrôle antidopage non-négatif. Alors qu'aucune décision n'est encore prise quant à une éventuelle sanction, sa participation suscite la polémique. C'est Wout Poels qui se met en évidence en remportant la deuxième étape. Il garde la tête du classement général pendant deux jours, puis la cède à Tim Wellens. David de la Cruz s'impose en contre-la-montre lors de la quatrième et dernière étape. Poels finit deuxième de cette Ruta del Sol. Au Tour de l'Algarve, Sky aligne deux anciens vainqueurs, Geraint Thomas et Michal Kwiatkowski. Tous deux montent sur le podium lors de la deuxième étape : Kwiatkowski gagne au sprint dans un groupe de cinq coureurs tandis que Thomas, troisième de l'étape, prend la tête du classement général, avec le même temps que le reste de ce même groupe de cinq. En s'imposant le lendemain en contre-la-montre, Thomas conforte sa première place, avec désormais 22 secondes d'avance sur Kwiatkowski. C'est toutefois ce dernier qui remporte ce Tour de l'Algarve. Il prend part à une échappée d'une trentaine de coureurs, pusi attaque seul à deux kilomètres de l'arrivée. Il gagne l'étape avec 4 secondes d'avance sur ses suivants, et le classement général avec une minute et demie d'avance sur Geraint Thomas.

### Mars-avril
Sur Paris-Nice, Wout Poels et Sergio Henao, tenant du titre, sont désignés co-leaders de l'équipe. Poels s'impose lors de la quatrième étape, disputée contre-la-montre. Il pointe alors à la deuxième place du classement général, derrière Luis León Sánchez. Il est cependant contraint d'abandonner le surlendemain à cause d'une chute qui lui cause une fracture de la clavicule. Comme en 2017, David de la Cruz s'impose lors de la dernière étape à Nice. Neuvième du classement général, il est le coureur de Sky le mieux placé.
Durant la même semaine, Michał Kwiatkowski remporte Tirreno-Adriatico. Il devance au classement général Damiano Caruso (BMC) et un autre Sky, Geraint Thomas.

## Coureurs et encadrement technique

### Effectif
| Cycliste             | Date de naissance | Nationalité | Équipe 2017                   |  |
| -------------------- | ----------------- | ----------- | ----------------------------- |  |
| Leonardo Basso       | 25 décembre 1993  | Italie      | General Store Bottoli Zardini |  |
| Egan Bernal          | 13 janvier 1997   | Colombie    | Androni-Sidermerc-Bottecchia  |  |
| Jonathan Castroviejo | 27 avril 1987     | Espagne     | Movistar                      |  |
| Philip Deignan       | 7 septembre 1983  | Irlande     | Sky                           |  |
| David de la Cruz     | 6 mai 1989        | Espagne     | Quick-Step Floors             |  |
| Jonathan Dibben      | 12 février 1994   | Royaume-Uni | Sky                           |  |
| Owain Doull          | 2 mai 1993        | Royaume-Uni | Sky                           |  |
| Eddie Dunbar         | 1er mai 1996      | Irlande     | Aqua Blue Sport (2018)        |  |
| Kenny Elissonde      | 22 juillet 1991   | France      | Sky                           |  |
| Christopher Froome   | 20 mai 1985       | Royaume-Uni | Sky                           |  |
| Tao Geoghegan Hart   | 30 mars 1995      | Royaume-Uni | Sky                           |  |
| Michał Gołaś         | 29 avril 1984     | Pologne     | Sky                           |  |
| Kristoffer Halvorsen | 13 avril 1996     | Norvège     | Joker Icopal                  |  |
| Sebastián Henao      | 5 août 1993       | Colombie    | Sky                           |  |
| Sergio Henao         | 10 décembre 1987  | Colombie    | Sky                           |  |
| Beñat Intxausti      | 20 mars 1986      | Espagne     | Sky                           |  |
| Vasil Kiryienka      | 28 juin 1981      | Biélorussie | Sky                           |  |
| Christian Knees      | 5 mars 1981       | Allemagne   | Sky                           |  |
| Michał Kwiatkowski   | 2 juin 1990       | Pologne     | Sky                           |  |
| Christopher Lawless  | 4 novembre 1995   | Royaume-Uni | Axeon-Hagens Berman           |  |
| David López García   | 13 mai 1981       | Espagne     | Sky                           |  |
| Gianni Moscon        | 20 avril 1994     | Italie      | Sky                           |  |
| Wout Poels           | 1er octobre 1987  | Pays-Bas    | Sky                           |  |
| Salvatore Puccio     | 31 août 1989      | Italie      | Sky                           |  |
| Diego Rosa           | 27 mars 1989      | Italie      | Sky                           |  |
| Luke Rowe            | 10 mars 1990      | Royaume-Uni | Sky                           |  |
| Pavel Sivakov        | 11 juillet 1997   | Russie      | BMC Development               |  |
| Ian Stannard         | 25 mai 1987       | Royaume-Uni | Sky                           |  |
| Geraint Thomas       | 25 mai 1986       | Royaume-Uni | Sky                           |  |
| Dylan van Baarle     | 21 mai 1992       | Pays-Bas    | Cannondale-Drapac             |  |
| Łukasz Wiśniowski    | 7 décembre 1991   | Pologne     | Sky                           |  |

- Stagiaires

À partir du 1er août 2018
| Coureur      | Date de naissance | Nationalité     | Équipe       |
| ------------ | ----------------- | --------------- | ------------ |
| Mark Donovan | 03-04-1999        | Grande-Bretagne | Team Wiggins |
| Ethan Hayter | 18-09-1998        | Grande-Bretagne | -            |

## Bilan de la saison

### Victoires
| Date       | Course                                                              | Pays        | Classe | Vainqueur            |
| ---------- | ------------------------------------------------------------------- | ----------- | ------ | -------------------- |
| 02/02/2018 | Championnat de Colombie contre-la-montre                            | Colombie    | 1.1    | Egan Bernal          |
| 04/02/2018 | Championnat de Colombie sur route                                   | Colombie    | 1.1    | Sergio Henao         |
| 11/02/2018 | Classement général de Colombia Oro y Paz                            | Colombie    | 2.1    | Egan Bernal          |
| 15/02/2018 | 2e étape du Tour de l'Algarve                                       | Portugal    | 2.HC   | Michał Kwiatkowski   |
| 15/02/2018 | 2e étape du Tour d'Andalousie                                       | Espagne     | 2.HC   | Wout Poels           |
| 16/02/2018 | 3e étape du Tour de l'Algarve                                       | Portugal    | 2.HC   | Geraint Thomas       |
| 18/02/2018 | 5e étape du Tour d'Andalousie                                       | Espagne     | 2.HC   | David de la Cruz     |
| 18/02/2018 | 5e étape du Tour de l'Algarve                                       | Portugal    | 2.HC   | Michał Kwiatkowski   |
| 18/02/2018 | Classement général du Tour de l'Algarve                             | Portugal    | 2.HC   | Michał Kwiatkowski   |
| 07/03/2018 | 4e étape de Paris-Nice                                              | France      | 2.UWT  | Wout Poels           |
| 11/03/2018 | 8e étape de Paris-Nice                                              | France      | 2.UWT  | David de la Cruz     |
| 13/03/2018 | Classement général du Tirreno-Adriatico                             | Italie      | 2.UWT  | Michał Kwiatkowski   |
| 22/03/2018 | 1re étape, secteur b, de la Semaine internationale Coppi et Bartali | Italie      | 2.1    | Sky                  |
| 24/03/2018 | 3e étape de la Semaine internationale Coppi et Bartali              | Italie      | 2.1    | Christopher Lawless  |
| 25/03/2018 | Classement général de la Semaine internationale Coppi et Bartali    | Italie      | 2.1    | Diego Rosa           |
| 27/04/2018 | 3e étape du Tour de Romandie                                        | Suisse      | 2.UWT  | Egan Bernal          |
| 14/05/2018 | 2e étape du Tour de Californie                                      | États-Unis  | 2.UWT  | Egan Bernal          |
| 18/05/2018 | 6e étape du Tour de Californie                                      | États-Unis  | 2.UWT  | Egan Bernal          |
| 19/05/2018 | Classement général du Tour de Californie                            | États-Unis  | 2.UWT  | Egan Bernal          |
| 19/05/2018 | 14e étape du Tour d'Italie                                          | Italie      | 2.UWT  | Christopher Froome   |
| 25/05/2018 | 19e étape du Tour d'Italie                                          | Italie      | 2.UWT  | Christopher Froome   |
| 27/05/2018 | Classement général du Tour d'Italie                                 | Italie      | 2.UWT  | Christopher Froome   |
| 03/06/2018 | Prologue du Critérium du Dauphiné                                   | France      | 2.UWT  | Michał Kwiatkowski   |
| 06/06/2018 | 3e étape du Critérium du Dauphiné                                   | France      | 2.UWT  | Sky                  |
| 10/06/2018 | Classement général du Critérium du Dauphiné                         | France      | 2.UWT  | Geraint Thomas       |
| 22/06/2018 | Championnat de Colombie contre-la-montre                            | Espagne     | NC     | Jonathan Castroviejo |
| 24/06/2018 | Championnat de Pologne sur route                                    | Pologne     | NC     | Michał Kwiatkowski   |
| 27/06/2018 | Championnat des Pays-Bas contre-la-montre                           | Pays-Bas    | NC     | Dylan van Baarle     |
| 28/06/2018 | Championnat de Grande-Bretagne contre-la-montre                     | Royaume-Uni | NC     | Geraint Thomas       |
| 29/06/2018 | Championnat de Biélorussie contre-la-montre                         | Biélorussie | NC     | Vasil Kiryienka      |
| 18/07/2018 | 11e étape du Tour de France                                         | France      | 2.UWT  | Geraint Thomas       |
| 19/07/2018 | 12e étape du Tour de France                                         | France      | 2.UWT  | Geraint Thomas       |
| 29/07/2018 | Classement général du Tour de France                                | France      | 2.UWT  | Geraint Thomas       |
| 7/08/2018  | 4e étape du Tour de Pologne                                         | Pologne     | 2.UWT  | Michał Kwiatkowski   |
| 8/08/2018  | 5e étape du Tour de Pologne                                         | Pologne     | 2.UWT  | Michał Kwiatkowski   |
| 10/08/2018 | Classement général du Tour de Pologne                               | Pologne     | 2.UWT  | Michał Kwiatkowski   |
| 7/09/2018  | 6e étape du Tour de Grande-Bretagne                                 | Royaume-Uni | 2.HC   | Wout Poels           |
| 8/09/2018  | 7e étape du Tour de Grande-Bretagne                                 | Royaume-Uni | 2.HC   | Ian Stannard         |
| 15/09/2018 | Coppa Agostoni                                                      | Italie      | 1.1    | Gianni Moscon        |
| 19/09/2018 | Tour de Toscane                                                     | Italie      | 1.1    | Gianni Moscon        |
| 4/10/2018  | Championnat d'Italie contre-la-montre                               | Italie      | NC     | Gianni Moscon        |
| 19/10/2018 | 4e étape du Tour du Guangxi                                         | Chine       | 2.UWT  | Gianni Moscon        |
| 21/10/2018 | Classement général du Tour du Guangxi                               | Chine       | 2.UWT  | Gianni Moscon        |

### Résultats sur les courses majeures
Les tableaux suivants représentent les résultats de l'équipe dans les principales courses du calendrier international (les cinq classiques majeures et les trois grands tours). Pour chaque épreuve est indiqué le meilleur coureur de l'équipe, son classement ainsi que les accessits glanés par Cannondale-Drapac sur les courses de trois semaines.

#### Classiques
| Classique            | Milan-San Remo           | Tour des Flandres      | Paris-Roubaix          | Liège-Bastogne-Liège | Tour de Lombardie |
| -------------------- | ------------------------ | ---------------------- | ---------------------- | -------------------- | ----------------- |
| Coureur (classement) | Michał Kwiatkowski (11e) | Dylan van Baarle (12e) | Dylan van Baarle (19e) | Sergio Henao (9e)    | Egan Bernal (12e) |

#### Grands tours
| Grand tour           | Tour d'Italie | Tour de France                        | Tour d'Espagne         |
| -------------------- | --- | ------------------------------------- | ---------------------- |
| Coureur (classement) | Christopher Froome (1er)                                                                                          | Geraint Thomas (1er)                  | David de la Cruz (14e) |
| Accessits            | 2 victoires d'étapes (Christopher Froome), Grand Prix de la montagne (Christopher Froome), classement par équipes | 2 victoires d'étapes (Geraint Thomas) | -                      |